# Stash (groupe)
Pour les articles homonymes, voir Stash.

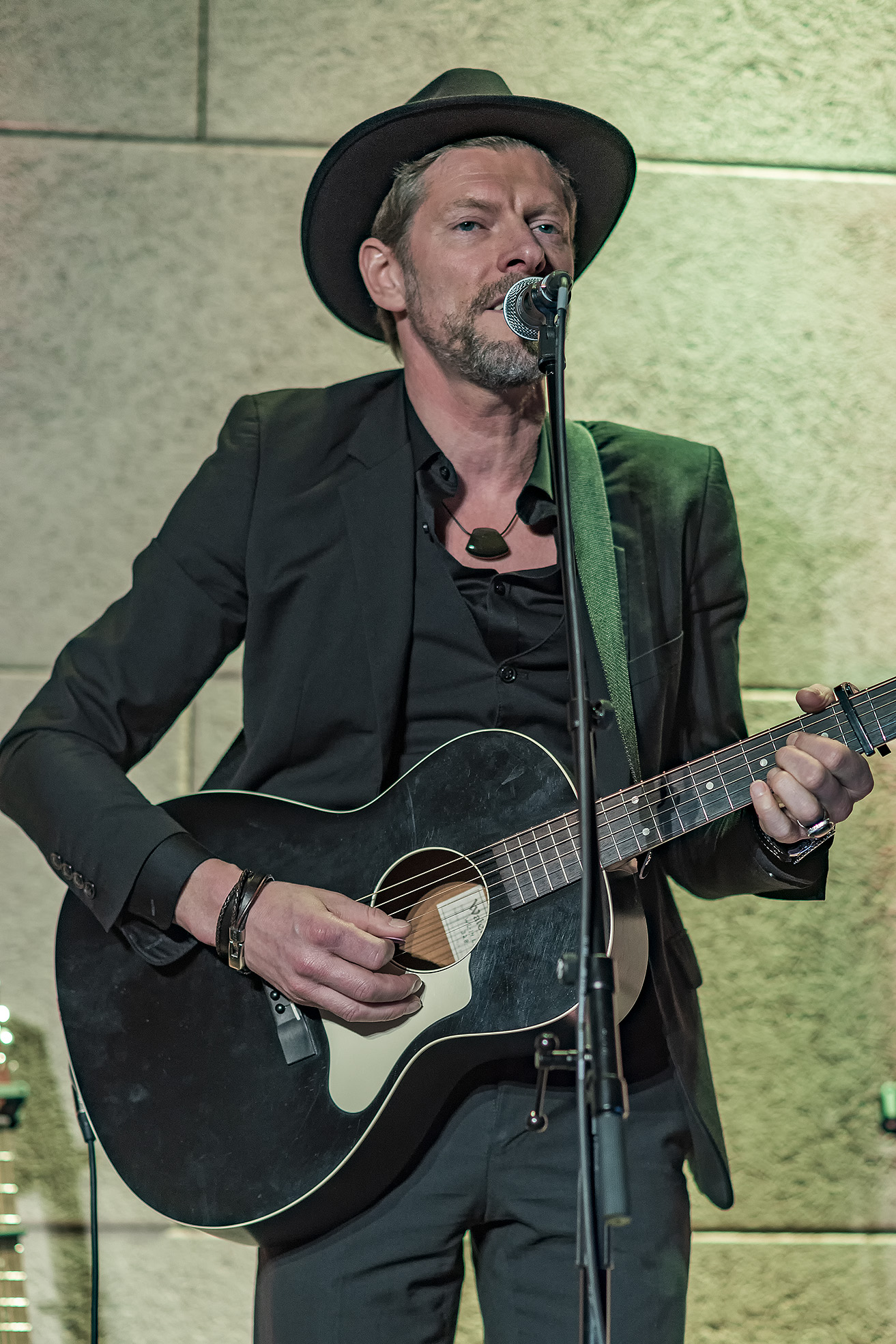
Gunther Verspecht lors d'une performance avec Stash le 19 février 2020 à Londerzeel.

Stash (anciennement Stache) est un groupe belge de rock, créé en 1997.

## Discographie
Singles
- Sadness
- Shelter From Evil Ones
- Carving the Pain
- I Need a Woman, en duo avec Sam Bettens

Album
- Rock 'n Roll Show